# Gneu Fulvi Flac
Gneu Fulvi Flac (en llatí Cnaeus Fulvius M. F. Q. N. Flaccus) va ser un militar romà del segle iii aC. Formava part de la gens Fúlvia, una de les més distingides gens romanes d'origen plebeu, i era de la família dels Flac. Era fill de Marcus Fulvius Q. F. M. N. Flaccus, cònsol el 264 aC i germà de Quintus Fulvius M. Q. F. N. Flaccus, cònsol el 237 aC.
En el tercer consolat del seu germà, l'any 212 aC, va ser pretor i va tenir la Pulla com a província. Va ser derrotat prop d'Herdonea per Hanníbal a la Primera Batalla de Herdonia i va ser el primer en fugir amb 200 cavallers mentre la resta de l'exèrcit era aniquilat (de 22.000 mil soldats només se'n van escapar 2.000). Gai Semproni Bles el va acusar de manca d'atenció i prudència. Flac va donar la culpa als soldats però la investigació va revelar que havia actuat amb covardia. Va voler l'ajuda del seu germà, que llavors es trobava al cim de la seva popularitat, però no va servir de res. Per evitar un càstig sever va marxar a Tarquínia exiliat voluntàriament. Segons Valeri Màxim va refusar l'honor d'un triomf, però o bé no és cert o no se sap en quin any va ser.